# Selección de fútbol playa de Venezuela
La Selección de fútbol playa de Venezuela es el representante del Venezuela en las competiciones internacionales de fútbol playa y depende de la Federación Venezolana de Fútbol, el órgano rector del fútbol en Venezuela.

## Historia
Venezuela antes de que la FIFA se hiciera cargo de la Copa Mundial de Fútbol Playa participó en 2 mundiales el de 2000 quedando de quinto lugar con 1 victoria 4-0 sobre Francia 1 derrota 0-1 sobre Perú y perdiendo en los cuartos de final 3-4 contra España y el de 2001 quedando de noveno lugar con 2 derrotas 4-5 contra Perú y 3-6 contra Francia.
El 7 de agosto de 2011 Venezuela logró una victoria muy importante sobre Colombia con resultado de 5-2 con goles de (2 Landaeta, Monsalve, Miguel y Longa) logrando el tercer lugar en las Eliminatorias de la Conmebol para la Copa Mundial 2011 y clasificando por primera vez a una Copa Mundial de Fútbol Playa de FIFA .
El 2 de septiembre de 2011 Venezuela debutó en la Copa Mundial de Fútbol Playa FIFA 2011 contra la otra debutante Tahití.

## Estadísticas

### Copa Mundial de Fútbol Playa FIFA
| Copa Mundial de Fútbol Playa FIFA | Copa Mundial de Fútbol Playa FIFA | Copa Mundial de Fútbol Playa FIFA | Copa Mundial de Fútbol Playa FIFA | Copa Mundial de Fútbol Playa FIFA | Copa Mundial de Fútbol Playa FIFA | Copa Mundial de Fútbol Playa FIFA | Copa Mundial de Fútbol Playa FIFA |
| Año                               | Ronda                             | J                                 | G                                 | G+                                | P                                 | GF                                | GC                                |
| --------------------------------- | --------------------------------- | --------------------------------- | --------------------------------- | --------------------------------- | --------------------------------- | --------------------------------- | --------------------------------- |
| 2005                              | No clasificó                      | No clasificó                      | No clasificó                      | No clasificó                      | No clasificó                      | No clasificó                      | No clasificó                      |
| 2006                              | No clasificó                      | No clasificó                      | No clasificó                      | No clasificó                      | No clasificó                      | No clasificó                      | No clasificó                      |
| 2007                              | No clasificó                      | No clasificó                      | No clasificó                      | No clasificó                      | No clasificó                      | No clasificó                      | No clasificó                      |
| 2008                              | No clasificó                      | No clasificó                      | No clasificó                      | No clasificó                      | No clasificó                      | No clasificó                      | No clasificó                      |
| 2009                              | No clasificó                      | No clasificó                      | No clasificó                      | No clasificó                      | No clasificó                      | No clasificó                      | No clasificó                      |
| 2011                              | Fase de grupos                    | 3                                 | 0                                 | 0                                 | 3                                 | 8                                 | 17                                |
| 2013                              | No clasificó                      | No clasificó                      | No clasificó                      | No clasificó                      | No clasificó                      | No clasificó                      | No clasificó                      |
| 2015                              | No clasificó                      | No clasificó                      | No clasificó                      | No clasificó                      | No clasificó                      | No clasificó                      | No clasificó                      |
| 2017                              | No clasificó                      | No clasificó                      | No clasificó                      | No clasificó                      | No clasificó                      | No clasificó                      | No clasificó                      |
| 2019                              | No clasificó                      | No clasificó                      | No clasificó                      | No clasificó                      | No clasificó                      | No clasificó                      | No clasificó                      |
| 2021                              | No clasificó                      | No clasificó                      | No clasificó                      | No clasificó                      | No clasificó                      | No clasificó                      | No clasificó                      |
| Total                             | 1/11                              | 3                                 | 0                                 | 0                                 | 3                                 | 8                                 | 17                                |

### Campeonatos Conjuntos (con la CONCACAF)
| Campeonatos Conjuntos (con la CONCACAF) | Campeonatos Conjuntos (con la CONCACAF) | Campeonatos Conjuntos (con la CONCACAF) | Campeonatos Conjuntos (con la CONCACAF) | Campeonatos Conjuntos (con la CONCACAF) | Campeonatos Conjuntos (con la CONCACAF) | Campeonatos Conjuntos (con la CONCACAF) | Campeonatos Conjuntos (con la CONCACAF) |
| Año                                     | Ronda                                   | J                                       | G                                       | G+                                      | P                                       | GF                                      | GC                                      |
| --------------------------------------- | --------------------------------------- | --------------------------------------- | --------------------------------------- | --------------------------------------- | --------------------------------------- | --------------------------------------- | --------------------------------------- |
| 2005                                    | Fase de grupos                          | 3                                       | 0                                       | 0                                       | 3                                       | 5                                       | 15                                      |
| 2007                                    | Quinto lugar                            | 3                                       | 0                                       | 1                                       | 2                                       | 8                                       | 13                                      |
| Total                                   | 2/2                                     | 6                                       | 0                                       | 1                                       | 5                                       | 13                                      | 28                                      |

### Campeonato de Fútbol Playa de Conmebol
| Campeonato de Fútbol Playa de Conmebol | Campeonato de Fútbol Playa de Conmebol | Campeonato de Fútbol Playa de Conmebol | Campeonato de Fútbol Playa de Conmebol | Campeonato de Fútbol Playa de Conmebol | Campeonato de Fútbol Playa de Conmebol | Campeonato de Fútbol Playa de Conmebol | Campeonato de Fútbol Playa de Conmebol |
| Año                                    | Ronda                                  | J                                      | G                                      | G+                                     | P                                      | GF                                     | GC                                     |
| -------------------------------------- | -------------------------------------- | -------------------------------------- | -------------------------------------- | -------------------------------------- | -------------------------------------- | -------------------------------------- | -------------------------------------- |
| 2006                                   | Cuarto lugar                           | 7                                      | 1                                      | 1                                      | 5                                      | 16                                     | 47                                     |
| 2008                                   | Cuarto lugar                           | 5                                      | 2                                      | 0                                      | 3                                      | 17                                     | 24                                     |
| 2009                                   | Fase de grupos                         | 3                                      | 0                                      | 0                                      | 3                                      | 10                                     | 28                                     |
| 2011                                   | Tercer lugar                           | 6                                      | 3                                      | 0                                      | 3                                      | 22                                     | 24                                     |
| 2013                                   | Noveno lugar                           | 5                                      | 0                                      | 0                                      | 5                                      | 17                                     | 28                                     |
| 2015                                   | Décimo lugar                           | 5                                      | 0                                      | 0                                      | 5                                      | 19                                     | 32                                     |
| 2017                                   | Noveno lugar                           | 5                                      | 1                                      | 0                                      | 4                                      | 14                                     | 20                                     |
| 2019                                   | Décimo lugar                           | 5                                      | 0                                      | 0                                      | 5                                      | 19                                     | 26                                     |
| 2021                                   | Quinto lugar                           | 5                                      | 2                                      | 1                                      | 2                                      | 18                                     | 24                                     |
| Total                                  | 9/9                                    | 46                                     | 9                                      | 2                                      | 35                                     | 152                                    | 253                                    |

### Copa América de Fútbol Playa
| Copa América de Fútbol Playa | Copa América de Fútbol Playa | Copa América de Fútbol Playa | Copa América de Fútbol Playa | Copa América de Fútbol Playa | Copa América de Fútbol Playa | Copa América de Fútbol Playa | Copa América de Fútbol Playa |
| Año                          | Ronda                        | J                            | G                            | G+                           | P                            | GF                           | GC                           |
| ---------------------------- | ---------------------------- | ---------------------------- | ---------------------------- | ---------------------------- | ---------------------------- | ---------------------------- | ---------------------------- |
| 2016                         | Tercer lugar                 | 5                            | 3                            | 0                            | 2                            | 23                           | 22                           |
| 2018                         | Décimo lugar                 | 5                            | 1                            | 0                            | 4                            | 17                           | 28                           |
| 2022                         | Cuarto lugar                 | 6                            | 3                            | 0                            | 3                            | 16                           | 21                           |
| 2023                         | Décimo lugar                 | 5                            | 0                            | 5                            | 0                            | 10                           | 19                           |
| Total                        | 3/3                          | 16                           | 7                            | 0                            | 9                            | 56                           | 71                           |

### Juegos Centroamericanos y del Caribe
| Año   | Ronda        | Posición | PJ | PG | G+ | PP | GF | GC' |
| ----- | ------------ | -------- | -- | -- | -- | -- | -- | --- |
| 2023  | Tercer lugar | 3.°      | 5  | 3  | 0  | 2  | 19 | 23  |
| Total | 1/1          | 3.°      | 5  | 3  | 0  | 2  | 19 | 23  |

## Cuerpo Técnico
Director Técnico: Roberto Cavallo 

Asistente Técnico: Luis Moreno 

Delegado: Rafael Almarza 

## Palmarés
- Copa América de Fútbol Playa
  -  Tercer lugar: 2016
  - Cuarto lugar: 2022
- Campeonato de Fútbol Playa de Conmebol
  -  Tercer lugar: 2011
  - Cuarto lugar: 2006,  2008
- Juegos Bolivarianos de Playa
  -  Medalla de plata: 2012
- Juegos Centroamericanos y del Caribe
  -  Tercer lugar: 2023

Clasificó a los Mundiales de Fútbol Playa de 2000, 2001 y 2011.